# Brian Vickers
Brian Vickers (ur. 24 października 1983 roku w Thomasville) – amerykański kierowca wyścigowy.

## Kariera
Vickers rozpoczął karierę w międzynarodowych wyścigach samochodowych w 2000 roku od startów w USAR Pro Cup, gdzie siedmiokrotnie stawał na podium, w tym dwukrotnie na jego najwyższym stopniu. Z dorobkiem 2725 punktów uplasował się na trzeciej pozycji w klasyfikacji generalnej. W późniejszych latach Amerykanin pojawiał się także w stawce NASCAR Busch Series, NASCAR Winston Cup, NASCAR Nextel All-Star Challenge, NASCAR Nextel Cup, NASCAR Budweiser Shootout, NASCAR Nextel Open, Autozone West Series, NASCAR Sprint Showdown, NASCAR Nationwide Series, NASCAR Sprint Cup Series, Gillette Young Guns Prelude to the Dream, Eldora Speedway - Prelude to the Dream, 24-godzinnego wyścigu Le Mans oraz FIA World Endurance Championship.

## Wyniki w 24h Le Mans
| Rok  | Zespół           | Partnerzy                 | Samochód              | Klasa     | Okr. | Poz. | Klasa Pos. |
| ---- | ---------------- | ------------------------- | --------------------- | --------- | ---- | ---- | ---------- |
| 2012 | AF Corse-Waltrip | Robert Kauffman Rui Águas | Ferrari 458 Italia GT | LM GTE Am | 294  | 31   | 6          |